# Semieruga

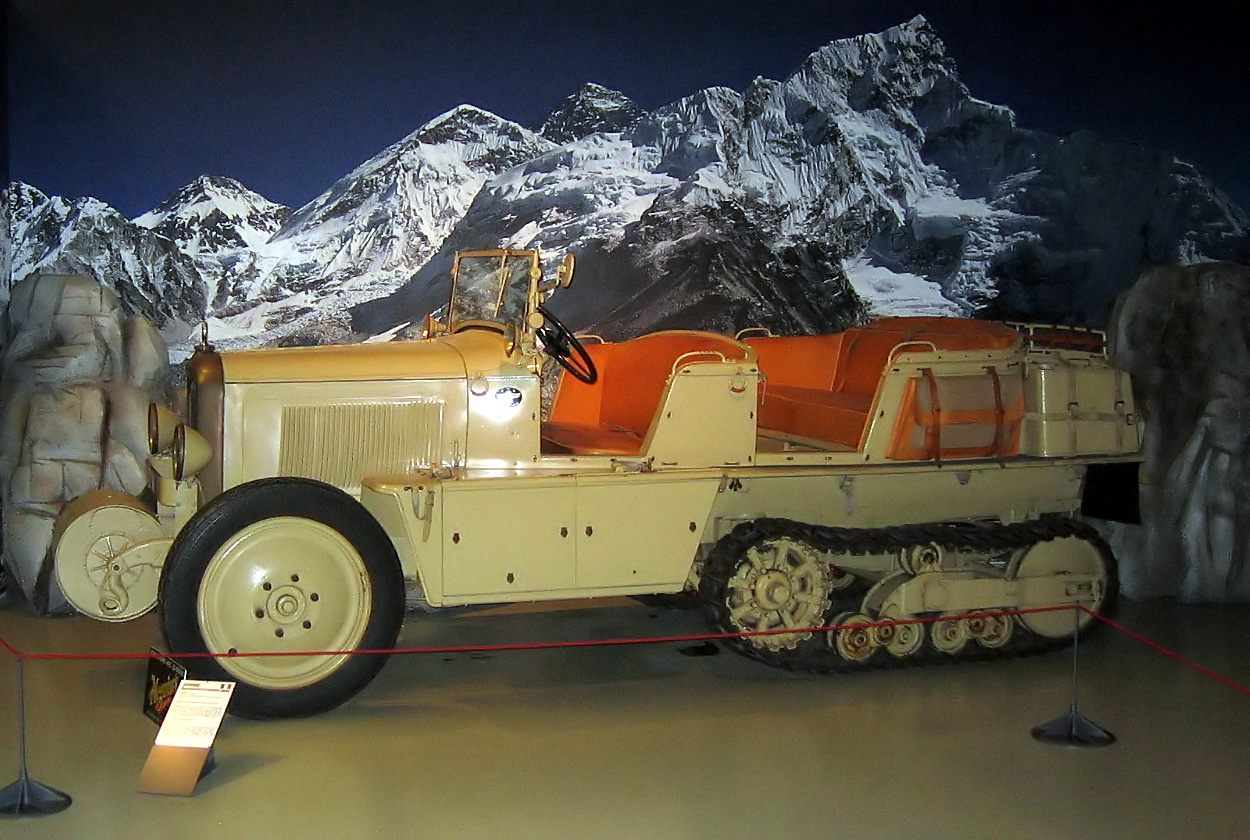
Semieruga Citroën P17. Un dels vehicles de la “Croisière Jaune”

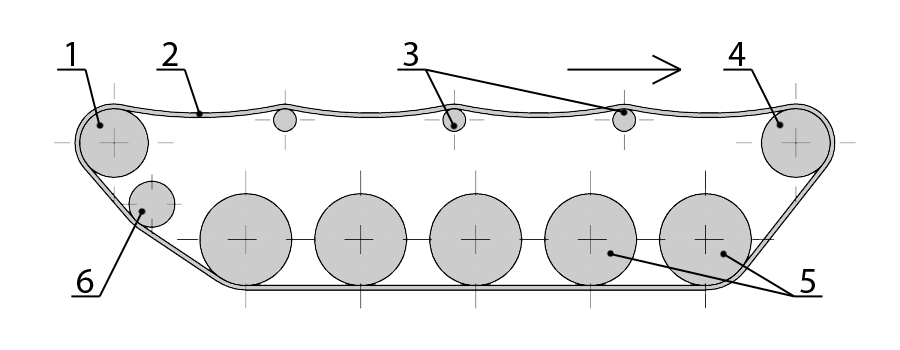
Diagrama d'una variant d'eruga de tracció. 1) Roda motriu del darrere. 2) Eruga. 3) Corrons de retorn. 4) Roda motriu davantera. 5) Rodes de rodament. 6) Tensor.

Un vehicle semieruga o, simplement, semieruga és un vehicle automòbil que té dues rodes al davant (com un automòbil de quatre rodes normal) i dues erugues o cadenes a la parte posterior. Les erugues proporcionen tracció i força propulsiva, mentre que les rodes permeten dirigir el vehicle.
Un semieruga té gairebé la mateixa capacitat de transitar en terrenys difícils que un tanc i pot conduir-se de forma semblant a un automòbil convencional.

## Terminologia
La denominació catalana oficial d'un “vehicle semieruga” és “vehicle amb semicadenes”. En altres llengües s'usen els termes següents:
- « autochenille » en francès
- « half-track » en anglès
- « semioruga » en castellà
- « veicolo semicingolato » en italià
- « semilagarta » en portuguès

## Avantatges
L'avantatge principal d'un semieruga sobre un automòbil convencional d'un pes semblant, és la superfície de les erugues, molt més gran que la que proporcionen les rodes (encara que se’n considerin 4 o 6, en un o dos eixos respectivament). Una superfície molt més gran significa que el pes està més repartit i que la pressió de contacte és molt més petita. El resultat és una millor mobilitat sobre terrenys enfangats o nevats.
Un altre avantatge, aquest cop sobre els tancs primitius és la simplicitat del seu sistema de direcció. En els primers tancs la direcció es basava en un sistema de transmissió molt complex, pesant, car i que oferia una maniobrabilitat limitada.
- El sistema de direcció convencional permet que un conductor capacitat per a conduir un automòbil normal pugui pilotar un semieruga sense necessitat de titulacions ni entrenaments especials.

## Inconvenients
El principal inconvenient prové de les mateixes cadenes o erugues. Són més cares que les rodes i pesen més. Exigeixen un manteniment acurat per a mantenir-les en correcte funcionament. I tenen una vida limitada, estimada en uns 10.000 km, contra 80.000 km de les rodes convencionals amb pneumàtics (o similars).
- Algunes rodes de goma de vehicles tot terreny no van inflades amb aire. Tenen una escuma d'algun polímer, d'una certa densitat, que permet rodar sense por de punxades.

## Història civil

### Semierugues amb cadenes metàl·liques

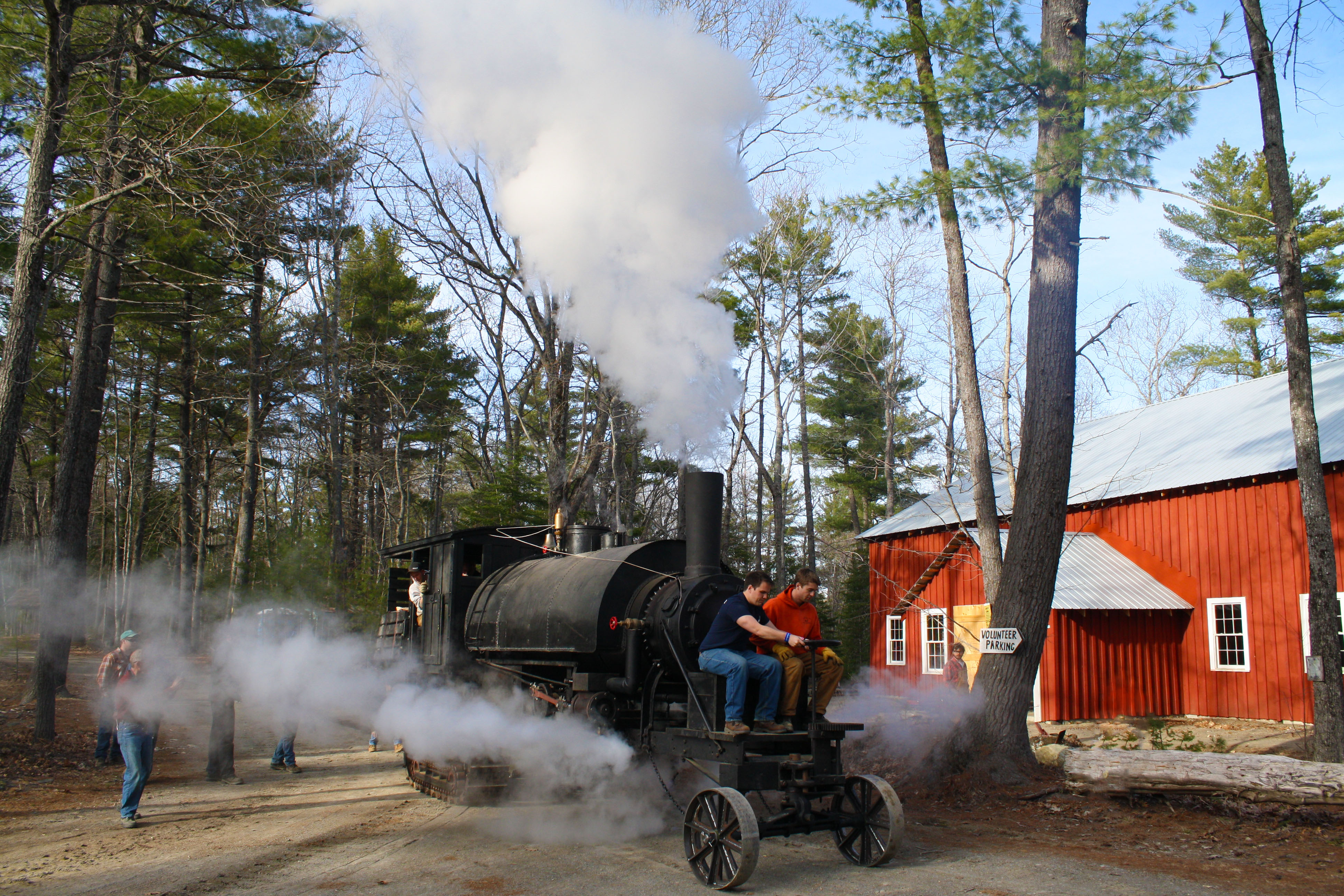
Tractor de troncs Lombard. Lombard Log hauler.

El primer vehicle que pot ser qualificat de semieruga fou patentat per Alvin Lombard l'any 1901. I construït des de 1899 fins a 1917 a Waterville (Maine, USA). Es tractava d'un tractor de vapor per a arrossegar troncs (“Steam Log Hauler”).
Per la seva forma física s'asemblava a una locomotora de vapor que disposava de dues erugues metàl·liques en lloc de rodes a la part posterior, mentre que al davant tenia un parell d'esquis (a vegades substituïts per rodes).

### El sistema Kégresse

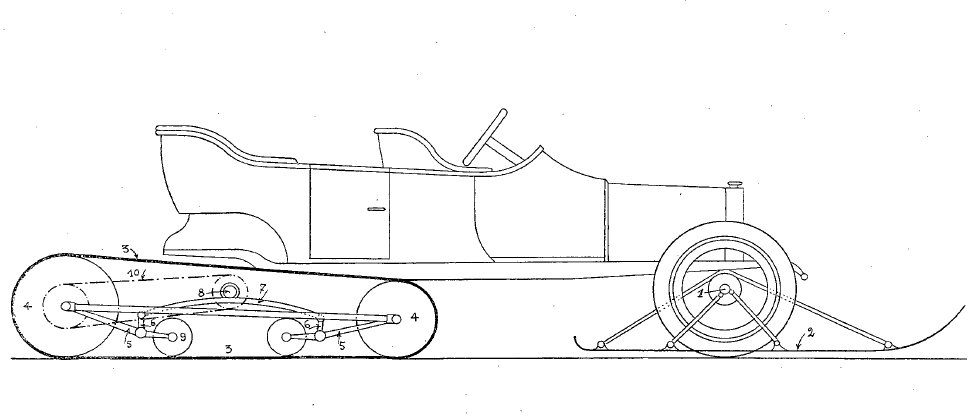
Dibuix de la patent de Kegresse. 1913.

Adolphe Kégresse era un enginyer francès que va treballar a Rússia des de 1904 en el garatge del Tsar. Amb l'objectiu de disposar d'un automòbil tot terreny, el 1910 va pensar en usar un parell d'erugues flexibles adaptades a un vehicle convencional. Les primeres proves les va efectuar en un Lessner-Mercedes de 45hp.
Amb aquest vehicle va provar diverses erugues. Amb materials diferents i sistemes de tensió i suspensió diversos. Finalment va escollir un sistema basat en erugues de cautxú i el va patentà el 1913. Les proves sobre el glaçat riu Nevà foren satisfactòries i el vehicle va assolir una velocitat de 60 km/h. La direcció estava assegurada per dos patins o esquís adaptats a les rodes del davant.
Adolphe Kégresse va modificar alguns vehicles del garage del tsar Nicolau II, transformant-los en semierugues. En particular automòbils Rolls Royce i camionetes Packard. L'exèrcit rus va transformar alguns vehicles blindats Austin, en semierugues.
En produir-se la revolució russa, Kégresse va tornar a França.

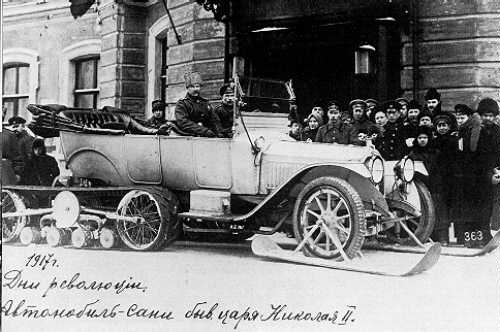
Automòbil del Tsar semieruga Packard
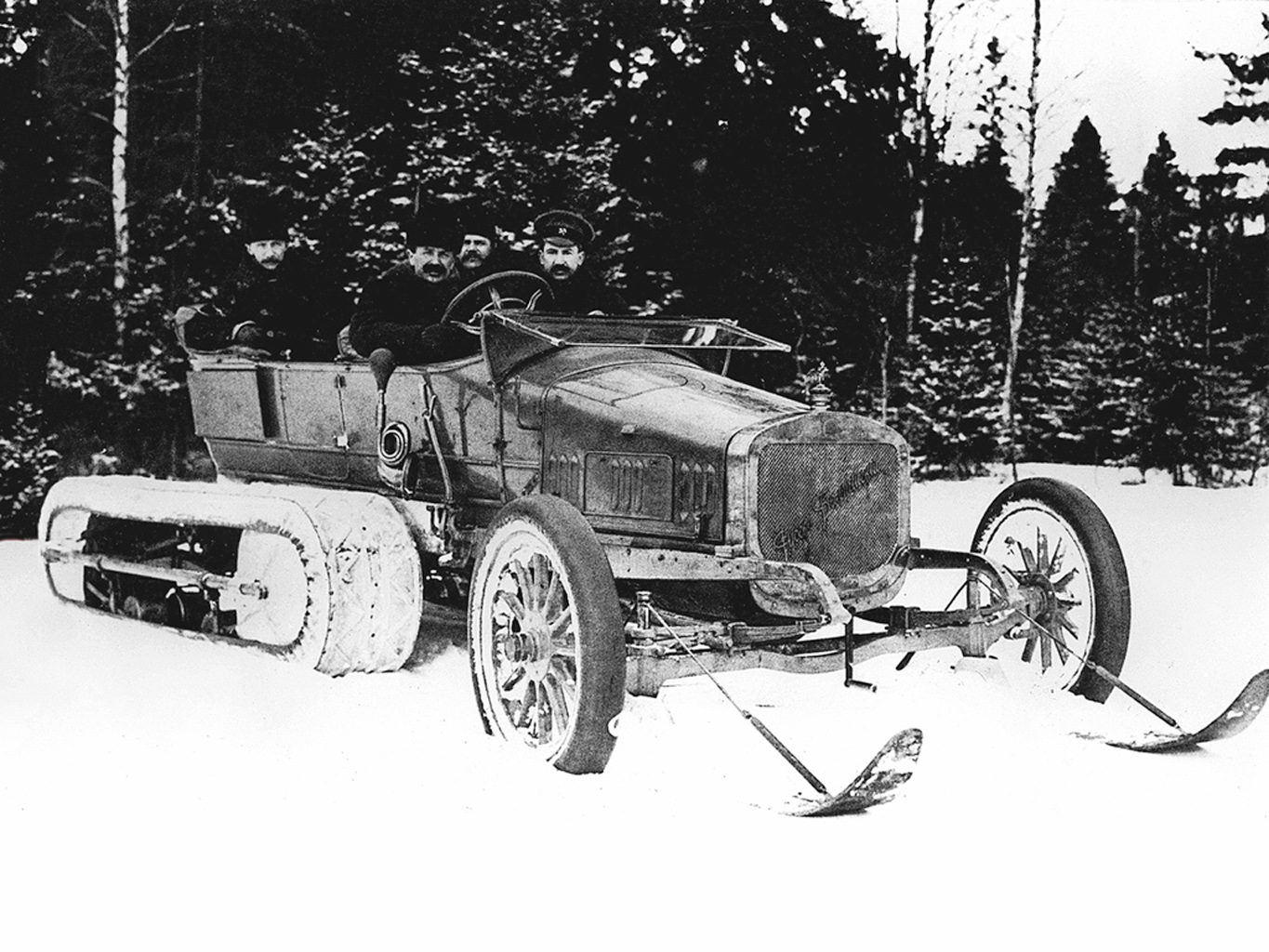
Semieruga Kégresse sobre Russo-Balt, model C24-30.
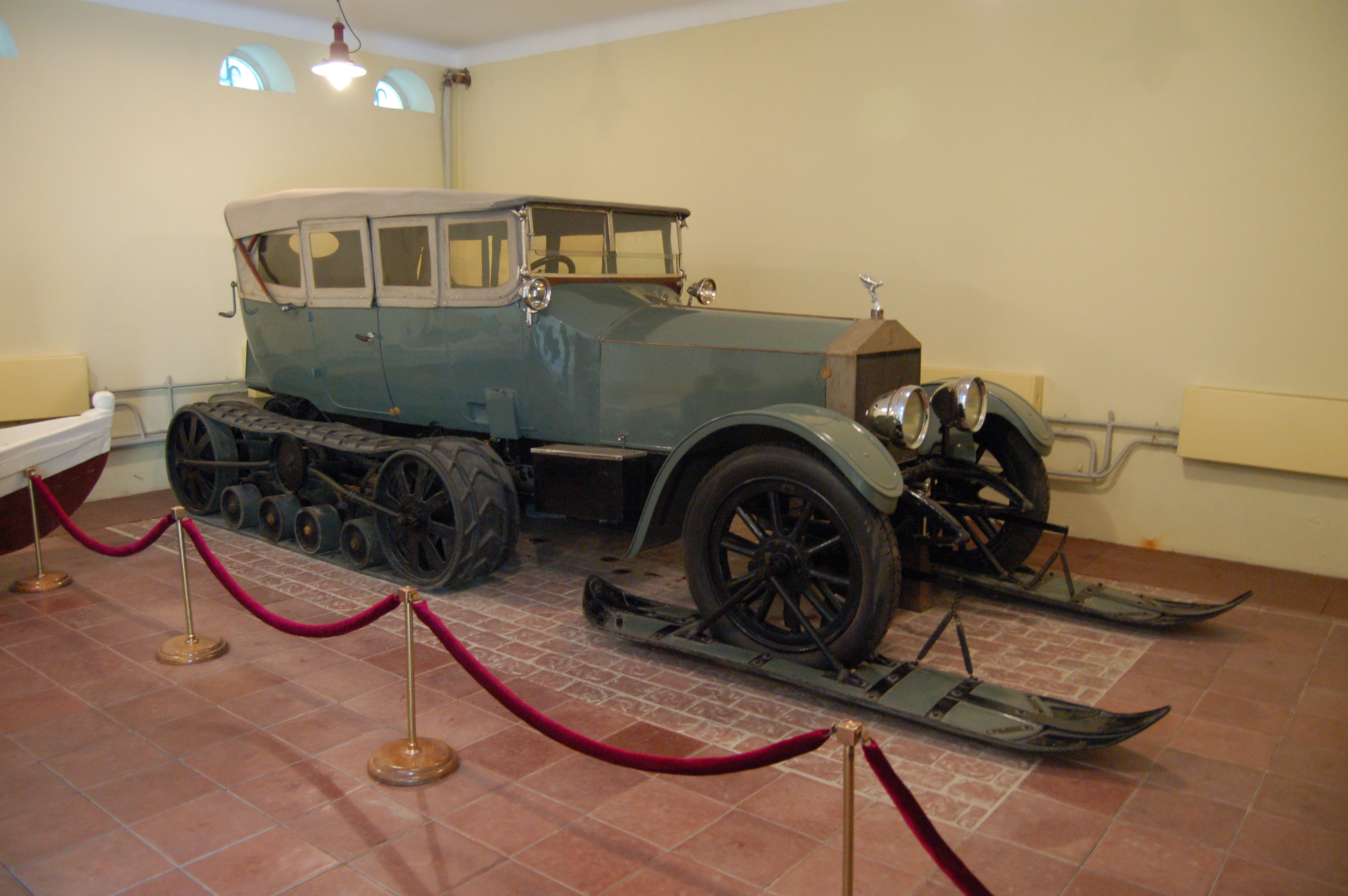
Rolls-Royce Silver Ghost amb erugues Kégresse. Primer del Tsar i després usat per Lenin. 1916.

### Semierugues Citroën-Kegresse[4]

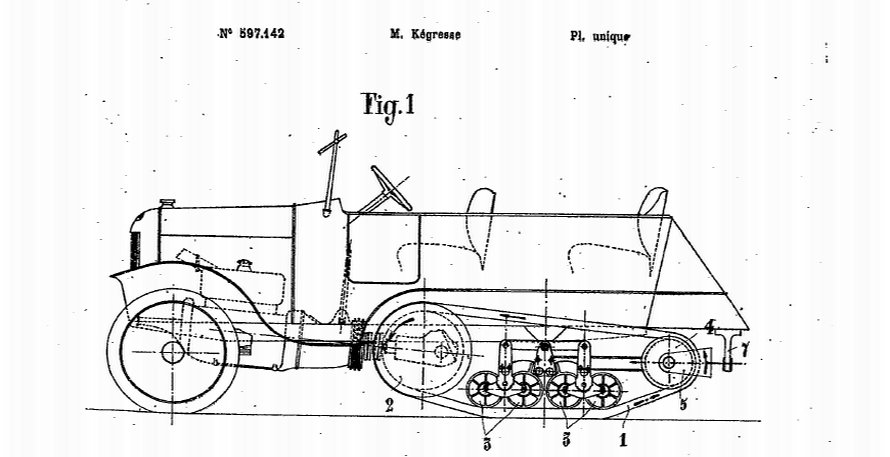
Patent Kégresse de 1924.

Kégresse havia hagut de fugir de Rússia deixant totes les seves possessions. Va passar per Finlàndia i va provar de vendre les seves patents sense èxit. Un cop a França va conèixer Jacques Hinstin i s'hi va associar. L'any 1920 presentaren un conjunt de patents relacionades amb les semierugues. El mateix any de 1920 es va signar un contracte entre Citroën i la societat Kégresse-Hinstin per a fabricar semierugues.
L'octubre de 1920 A. Kégresse et J. Hinstin presentaren 3 prototipus de semieruga basats en el xassís A de Citroën.
En el mes de febrer de l'any següent varen participar en el “Concours de chars de montagne”, organitzat per la Comissió Tècnica de l' l'Automobile Club de France. La victòria fou molt clara en les tres proves celebrades.
Les erugues Citroën efectuaren diverses proves difícils i de demostració davant d'autoritats civils i militars. En el mes d'octubre hi hagué una presentació oficial al bosc de Fontainebleau davant dels estats majors civil i militar.
- 1922-1923. Primera travessa del Sahara en automòbil: Touggourt – Tombouctou, anada i tornada. Entre els vehicles oficials del viatge I els auxiliars, hi participaren una vintena de semierugues. André Citroën va acudir personalment a rebre els viatgers a l'arribada. I es va filmar un documental de la feta.[5][6][7]

- 1924 / 1925. : Expedició Citroën al Centre de l'Afrique, anomenada “Croisière Noire” . (Missió comandada per Haardt i Audouin-Dubreuil).

Vehicles: 8 semierugues model P4 T (B2).

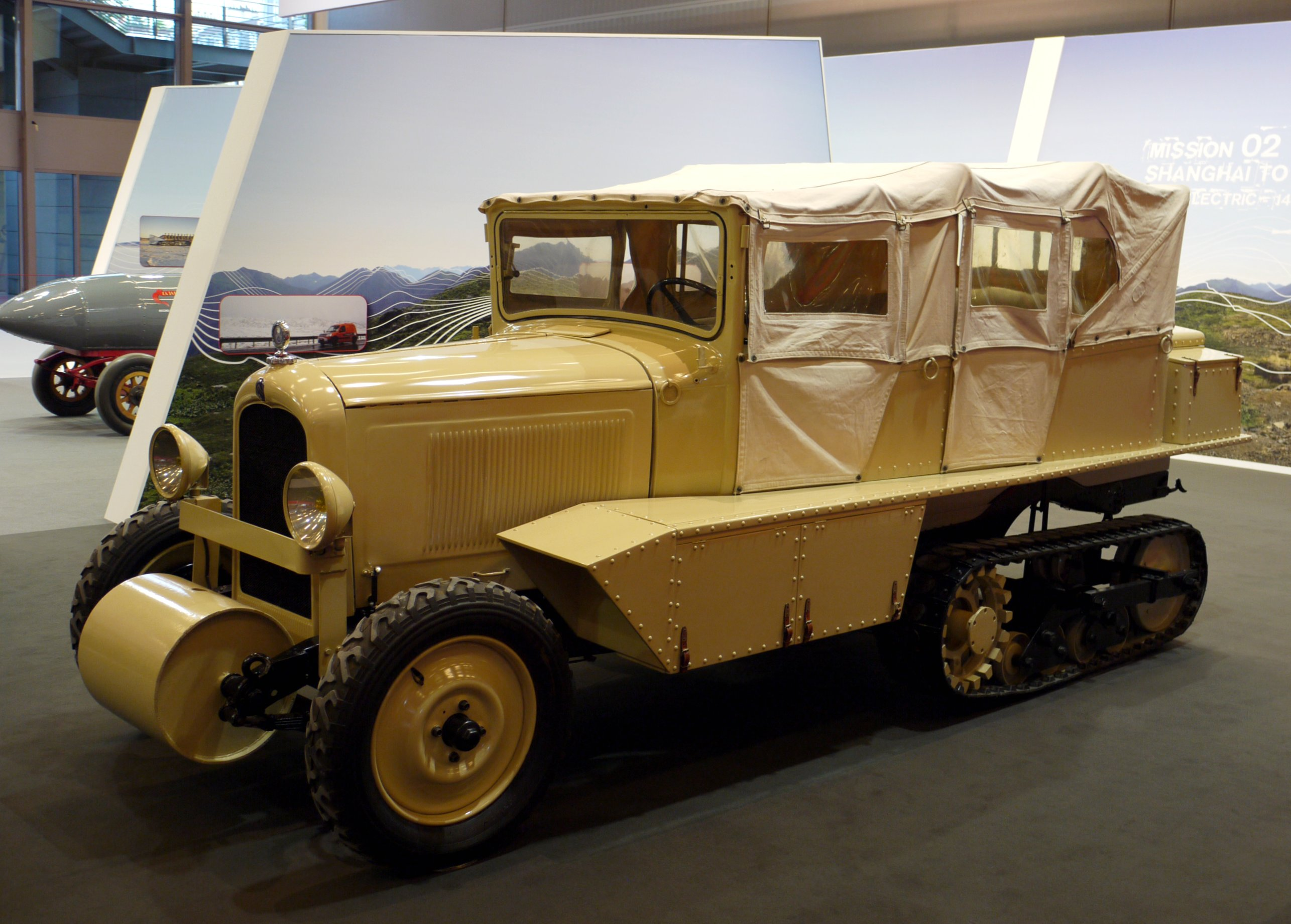
Croisière Jaune.

- 1931 / 1932 : Expedició Citroën al centre d'Àsia, anomena “Croisière Jaune”.

Aquesta expedició es va fer amb dos grups que sortiren de punts diferents per a trobar-se.
Vehicles utilitzats:
- Grup Chine, 7 semierugues P21 (6 cilindres), 2 camions C6 F, 3 automòbils (torpédos) C6 F.
- Grup Pamir: 6 semierugues P17 (4 cilindres), 1 semieruga P14 (6 cilindres) i 2 camionetes.
  - Un dels participants en l'expedició fou Pierre Teilhard de Chardin.[8]

#### Conclusió
Les semierugues Citroën-Kégresse-Hinstin varen demostrar sobradament les seves prestacions.
Els drets de les patents es vengueren a molts fabricants.
En conjunt es fabricaren més de 10.000 vehicles amb el sistema Kégresse.

### "Autoneiges" Bombardier

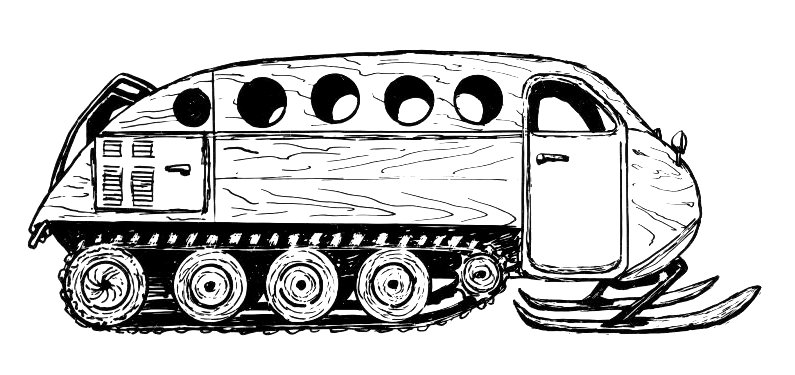
Autoneige Bombardier B12.

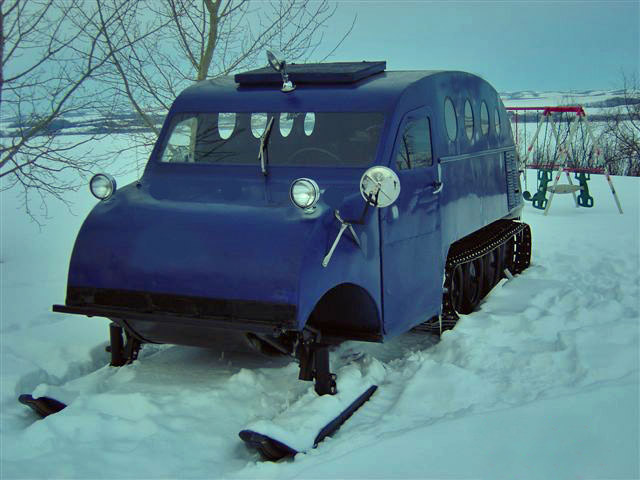
Autobús Bombardier B12 de prop de 1955.

L'any 1937 el canadenc Joseph-Armand Bombardier va patentar un vehicle semieruga per a neu ("Autochenille à niege").
Aquesta patent seria la base per a construir el vehicle B7, un semieruga per a circular per la neu.
La denominació B7 corresponia a B de Bombardier i 7 per 7 passatgers que podia transportar. Es tractava d'una mena de minibús per a la neu. Amb dues erugues de tracció i dos esquis al davant per dirigir el vehicle. L'any 1937 en va fabricar i vendre 12 unitats.
El 1942 fou fundada la companyia Auto-Neige Bombardier Limitée.
L'any 1947 va sortir el model B12. Es construïren nombrosos "autoneus" del model B12, per a 12 passatgers.
Després de la II Guerra Mundial les vendes baixaren molt. Particularment quan les autoritats començaren a netejar de neu moltes carreteres secundàries. L'empresa Bombardier va inventar la "moto de neu" en la forma que ara es coneix l'any 1959 però, abans de morir el fundador (1964), les vendes no superaven les 2.000 unitats anuals. La moto de neu fou una gran revolució en el transport sobre superfícies nevades arreu del món.

## Història militar

### Inicis amb vehicles amb erugues flexibles
A Rússia, la fàbrica Putilov va modificar algunes unitats blindades sobre base Austin adaptant les erugues Kégresse l'any 1916.

### Primera Guerra Mundial
En la Primera Guerra Mundial l'ús de les semierugues fou, principalment, en la forma de vehicles tractors amb cadenes de metall. I, més concretament, en models de la Holt Manufacturing Company. Els tractors mecànics permetien remolcar canons més pesants que els que podien arrossegar quatre cavalls i foren emprats per l'artilleria per a substituir part dels cavalls i per a canviar l'ús tàctic d'algunes unitats. Malgrat això l'ús dels semierugues en la guerra fou marginal. Els exèrcits s'orientaren cap al desenvolupament i la fabricació de tancs, i els vehicles 6x4 (6 rodes amb 4 rodes motrius).

#### Tancs
A partir del Tractor Holt es desenvoluparen els tancs. El model Mark I britànic, el model CA1 Schneider francès i el tanc A7V alemany. Aquells tancs primitius pecaven d'una tecnologia molt complexa. Per exemple: per a guiar i fer girar un tanc Mark I es necessitaven 4 tripulants, la meitat de la tripulació.

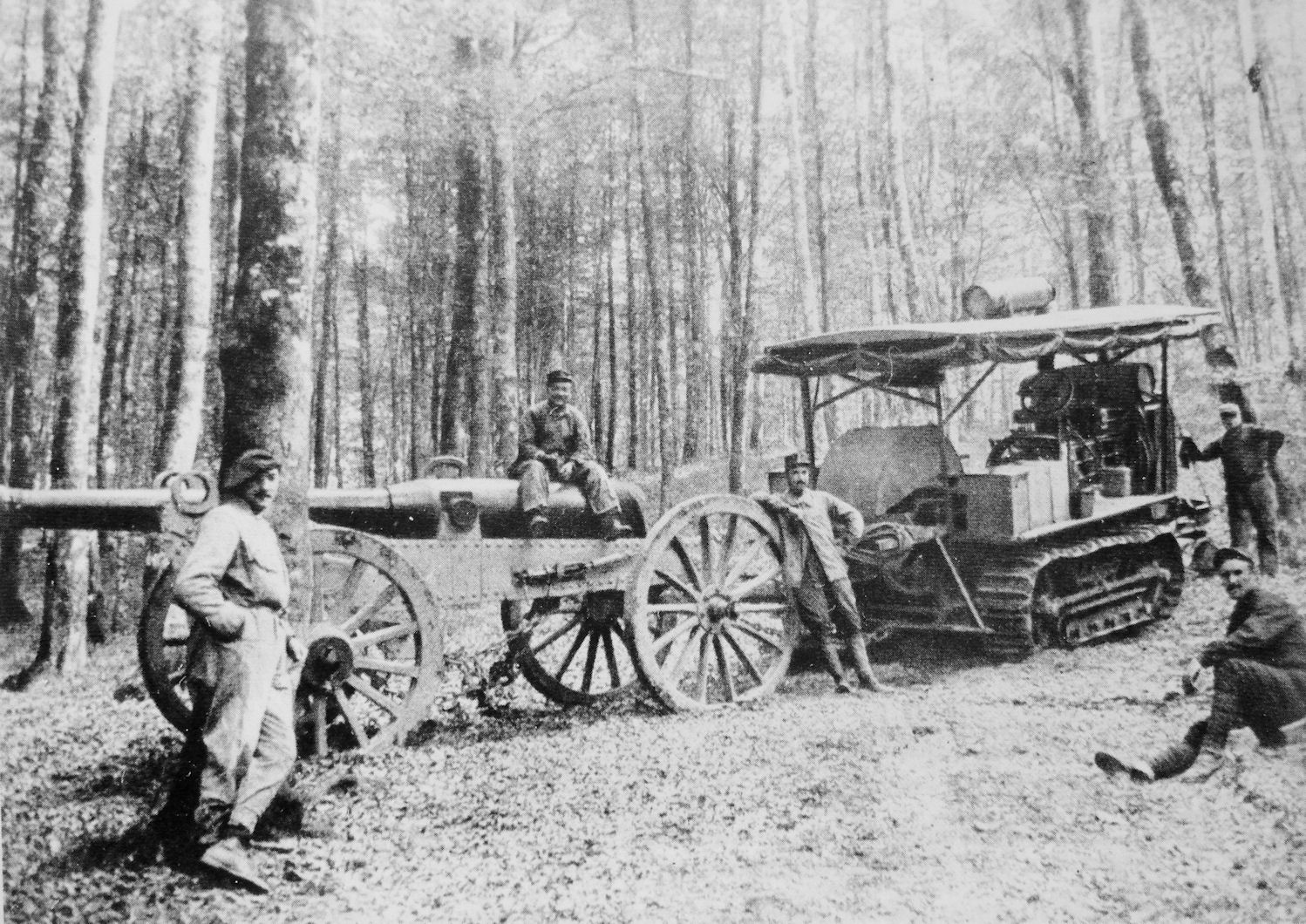
Tractor d'artilleria Holt. 1915.
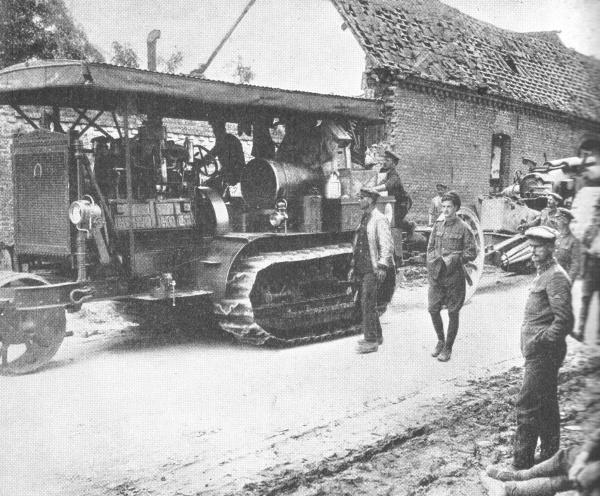
Tractor Holt remolcant un canó.1915.

### Període d'entreguerres

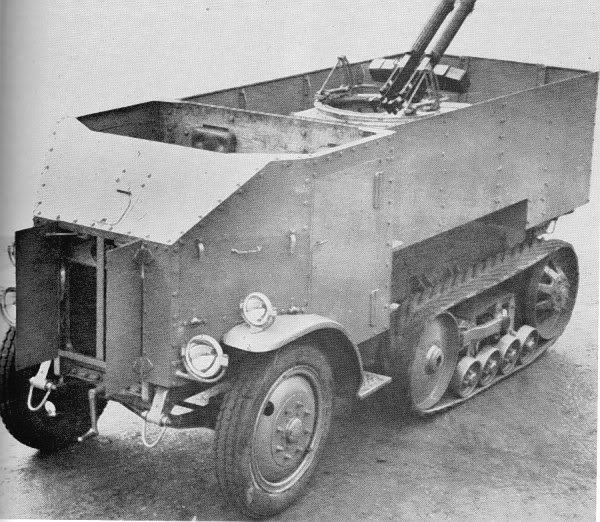
Burford-Kégresse 30cwt.

La guerra precedent havia indicat les possibilitats dels tractors semierugues, comparades amb les dels tancs i els vehicles amb rodes convencionals. L'èxit demostrat del sistema Kégresse va indicar el camí i els exèrcits d'alguns països feren proves amb vehicles semieruga presentats per diverses companyies.
- 1926. La companyia britànica Burford va vendre unes poques unitats de semieruga al Ministeri de la Guerra abans de tancar les seves activitats. Es tractava de models blindats amb les erugues Kégresse: els Burford-Kégresse.[17]
- 1930. Alemanya. El tractat de Versalles limitava molt la llibertat de recerca en vehicles militars. Les proves es feren de forma dissimulada, disfressant els prototipus com a vehicles destinats a l'agricultura. Alguns dels models foren els següents: Krauss-Maffei RK, Austro-Daimler ASMK, Saurer RR 7/2, Daimler- Benz Tipus Z, ...
- 1931. França va adoptar algunes variants dels semierugues Citroën-Kégresse: P14, P17.[18]

### Segona Guerra Mundial
Els vehicles semierugues tingueren una participació destacada en aquesta guerra. Les seves funcions foren variades: Transports blindats de personal, canons autopropulsats (antiaeris, antitanc, morters…), tractors d'artilleria, vehicles de comandament (amb radio), vehicles de descontaminació, vehicles productors de fum, ambulàncies,...
Les unitats fabricades foren les següents:
- Estats Units. Els models més importants foren els M2 i M3 Half-track. Un M3 tenia un cost de fabricació de 10.310 dòlars.[19]
  - El primer vehicle que va entrar a París fou un semieruga M3 que portava el nom de "Guadalajara", tripulat per soldats espanyols republicans enrolats a l'exèrcit francès d'alliberació. Una altra versió parla del semieruga "España cañí".(Vegeu Amado Granell Mesado)[20][21][22]

| Companyia                             | Unitats fabricades | Notes         |
| ------------------------------------- | ------------------ | ------------- |
| White Motor Company                   | 15.414             | M3 Half-track |
| Autocar                               | 12.168             | M3 Half-track |
| Diamond T                             | 12,421             | M3 Half-track |
| International Motor Truck Corporation | 12.853             | --            |
| TOTAL                                 | 52.856             | --            |

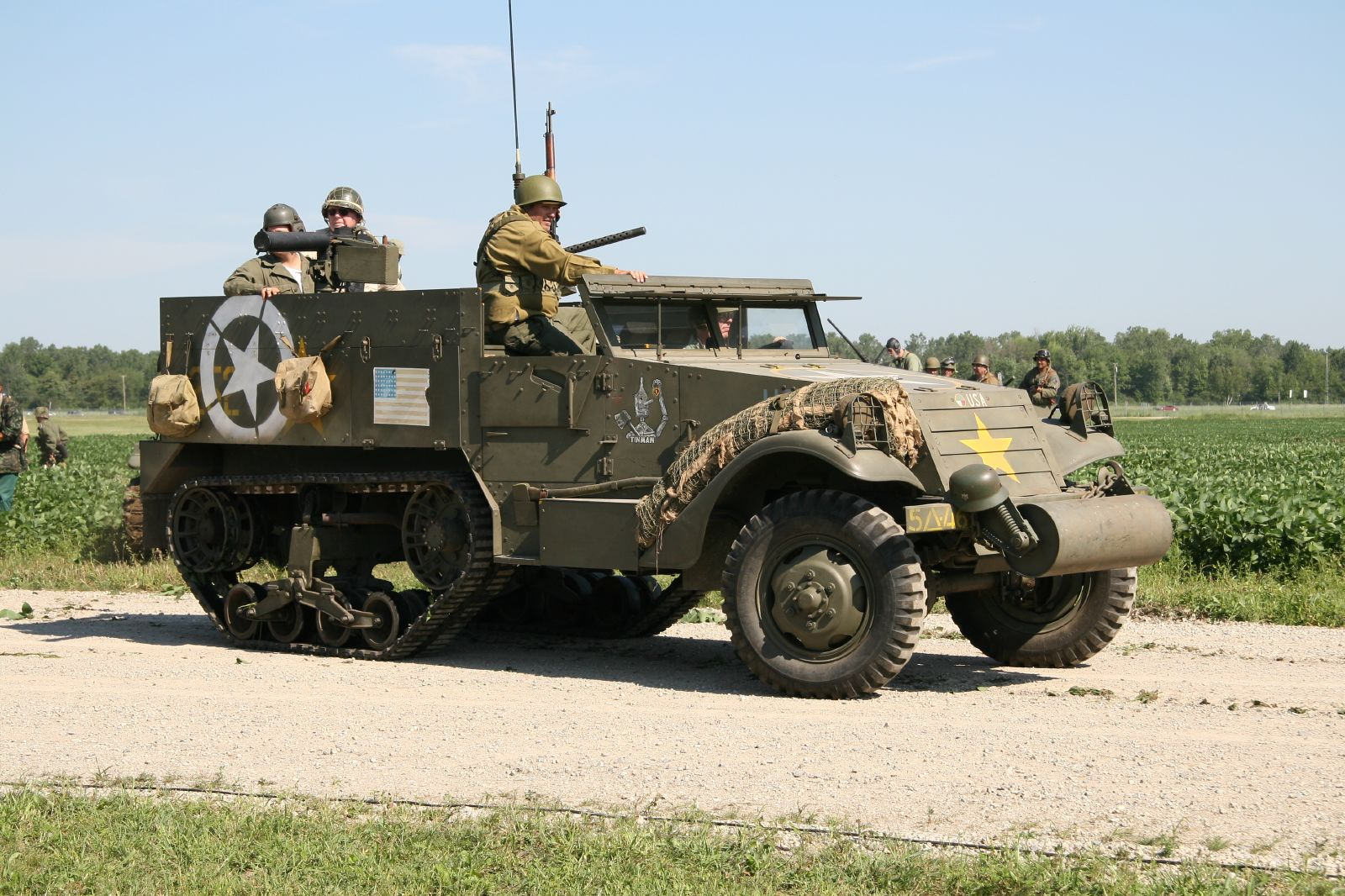
M3
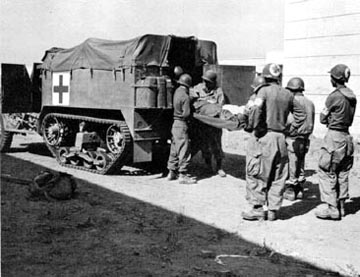
M3 ambulància.
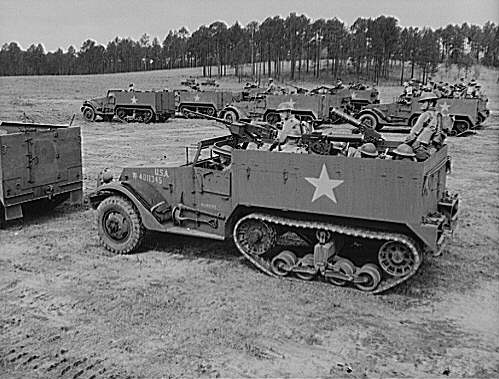
M2. 1942.

- Gran Bretanya.

El model T48 muntava un canó M1, de 57 mm, sobre un semieruga M3.
- Alemanya.

Els models més anomenats foren els Sd.Kfz.250 i SdKfz 251. Altres models i xifres de producció en la taula següent:
| Classe       | Model       | Unitats fabricades |
| ------------ | ----------- | ------------------ |
| 5 tones      | Sd.Kfz. 250 | 6.628              |
| 8 tones      | SdKfz 251   | 15.252             |
| 1 tona       | Sd.Kfz. 10  | 25.000             |
| 3 tones      | Sd.Kfz. 11  | 25.000             |
| 5 tones      | Sd.Kfz. 6   | 3.500              |
| 8 tones      | Sd.Kfz. 7   | 12.000             |
| 12 tones     | Sd.Kfz. 8   | 4.000              |
| 18 tones     | Sd.Kfz. 9   | 2.000              |
| Kettenkranck | Sd.Kfz. 2   | 8.345              |
|              | TOTAL       | 101.725            |

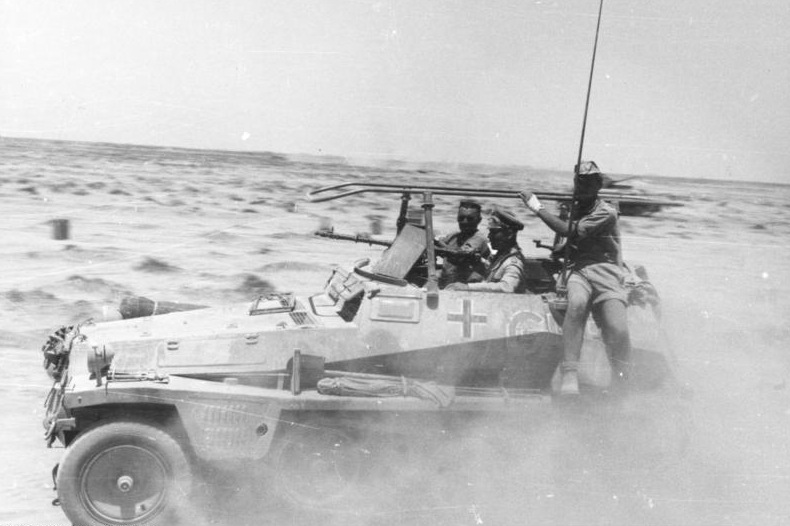
Rommel en el seu semieruga de comandament Sd.Kfz. 250 "GREIF".
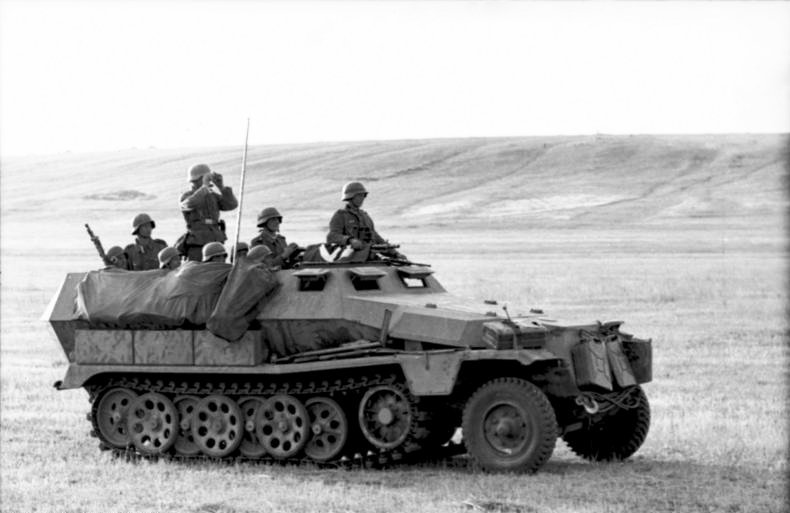
Sd.Kfz. 251
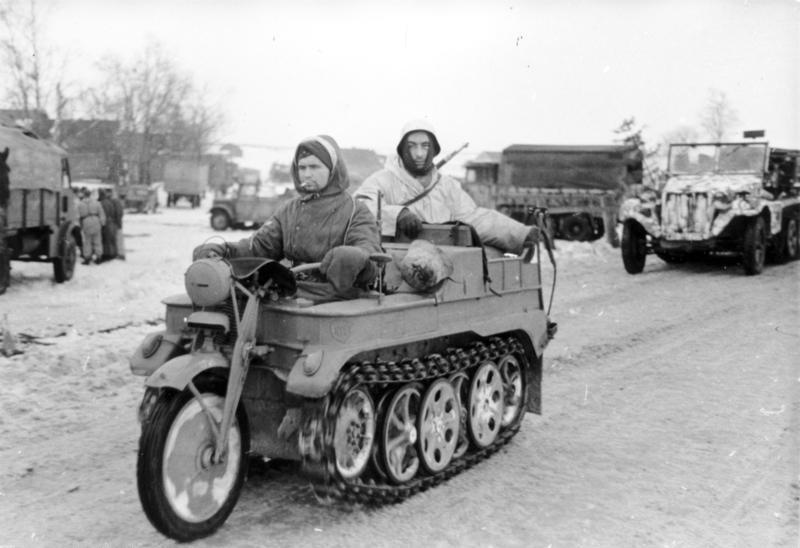
Semieruga Kettenkrad Sd.Kfz. 2, per a tres tripulants

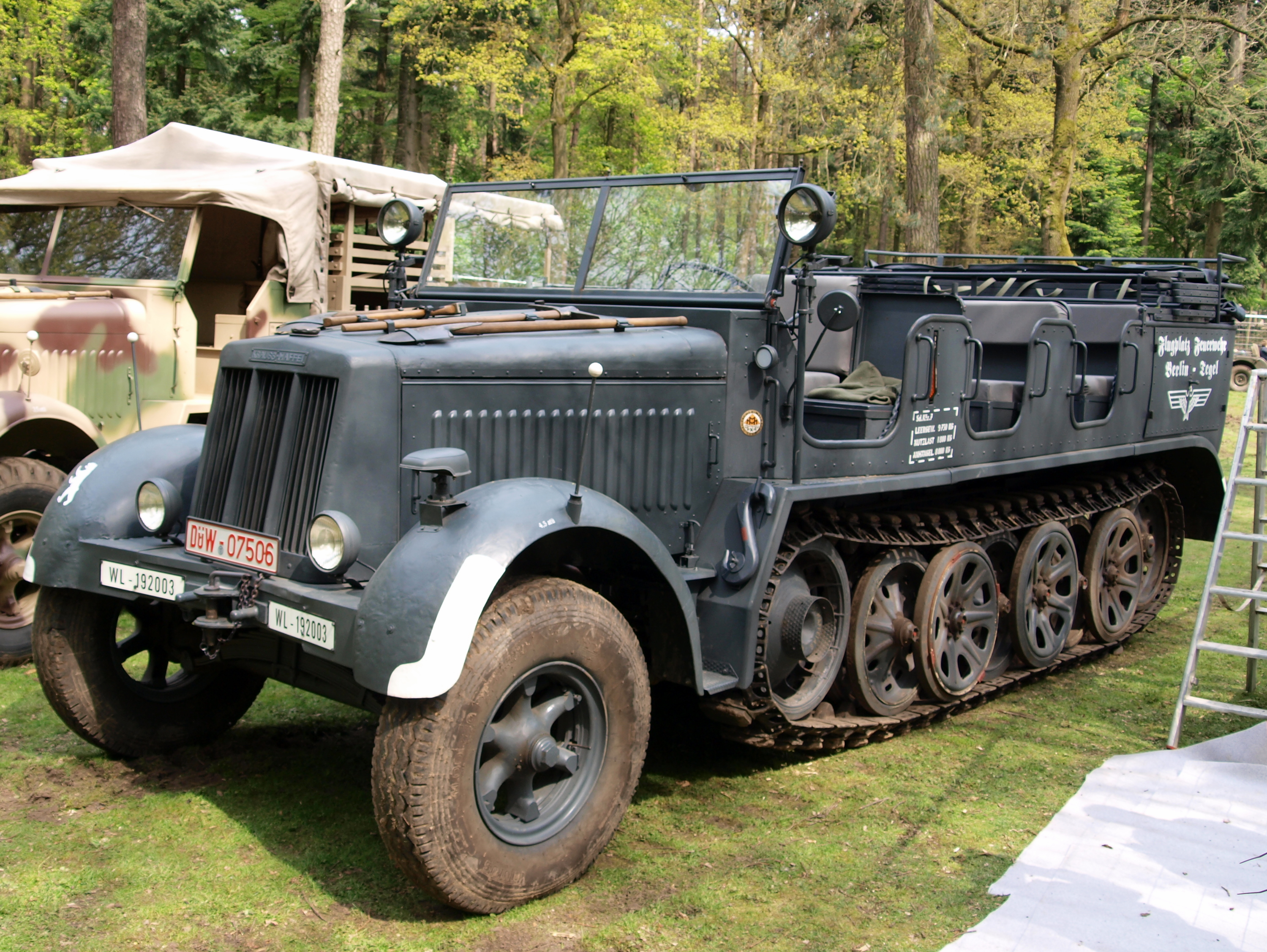
Sd.Kfz. 7
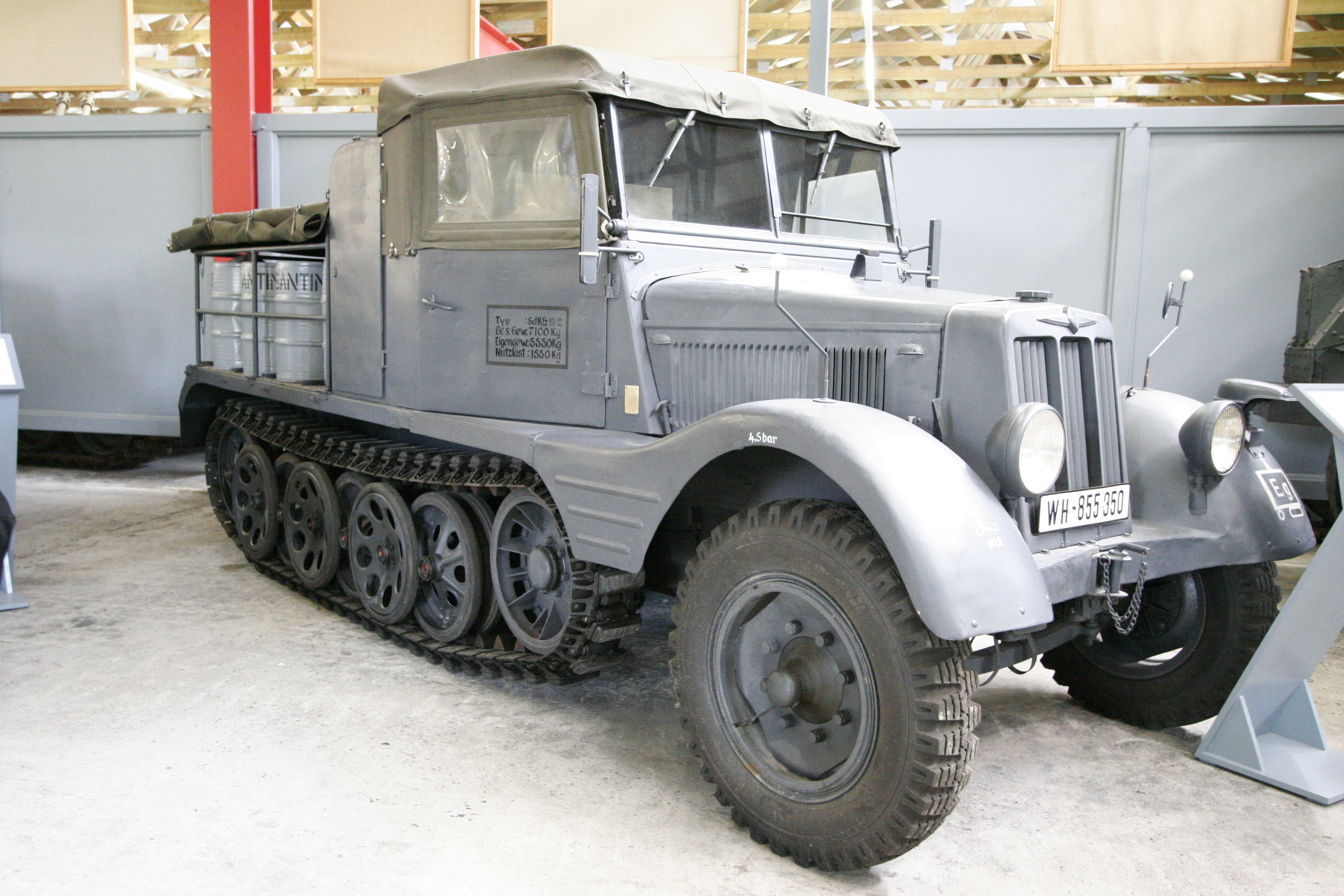
Sd.Kfz. 11
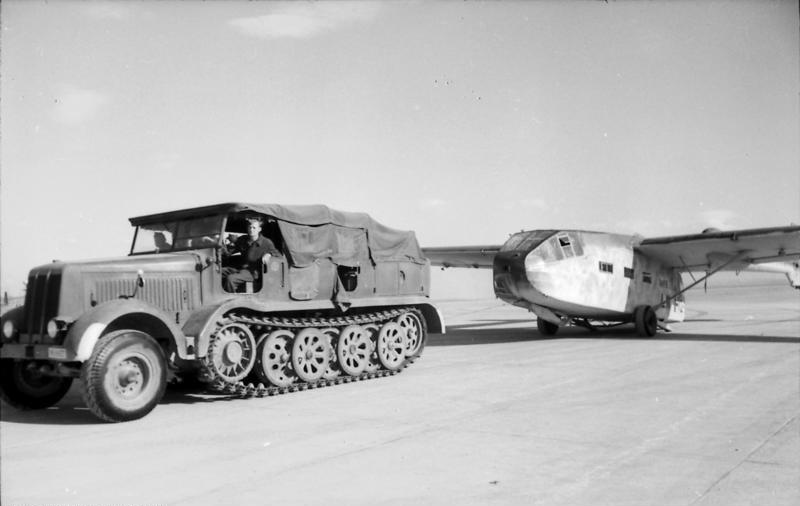
Un Sd.Kfz. 8 remolcant un planador Gotha Go 242

### Conclusió
Les xifres indicades més amunt només són orientatives però indiquen l'ordre de magnitud de les unitats amb semieruga implicades en la guerra. La multitud de variants, països, fabricants i detalls de tots els models fabricats són impossibles de resumir en un article. Sí que es pot afirmar que, en conjunt, els vehicles amb semieruga realitzaren les tasques encomanades.

## Usos civils

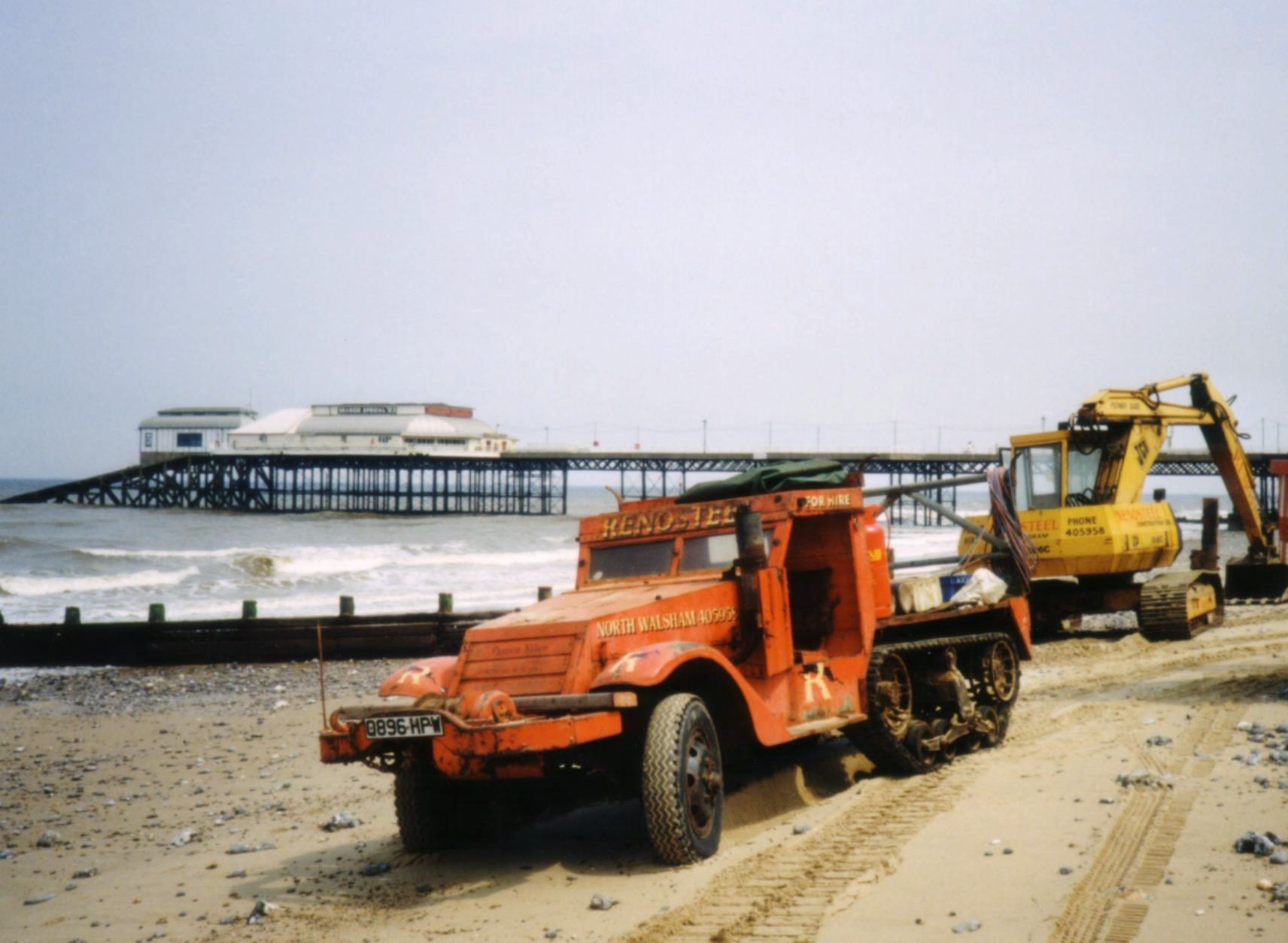
Semieruga adaptat per a ús civil. (Norfolk, Regne Unit, 1993).

Acabada la Segona Guerra Mundial es posaren a la venda molts semierugues militars a preus molt econòmics. Hi havia un excedent de vehicles i calia escollir la millor solució. Moltes unitats foren comprades a l'engròs per empreses per a desballestar-les. En alguns casos els particulars o les empreses aprofitaren el vehicle com a conjunt, modificant o afegint les peces que calgués.
- Un exemple: L'argue elèctric que portava el semieruga M3 era el model Tulsa 18G. Acabada la guerra fou homologat per a usos civils per a càrregues de fins a 25.000 lbf.[24]

La majoria d'usos civils es relacionaven amb les obres públiques, on les capacitats de circular per terrenys difícils resultaven imprescindibles. També hi hagué semierugues modificats per al servei de bombers forestals. O per a arrossegar troncs per a les empreses fusteres.
Les vendes a particulars no es limitaren a les unitats que havien participat en la guerra. Durant anys, a mesura que els semierugues es renovaven o substituïen per “Transports blindats de personal” més moderns, els particulars tingueren la possibilitat de comprar a molt baix preu semierugues en estat de funcionament (amb les prestacions ja explicades, millors que les d'altres vehicles més cars).
En casos puntuals els vehicles semierugues continuen servint per a transport de passatgers sobre neu.

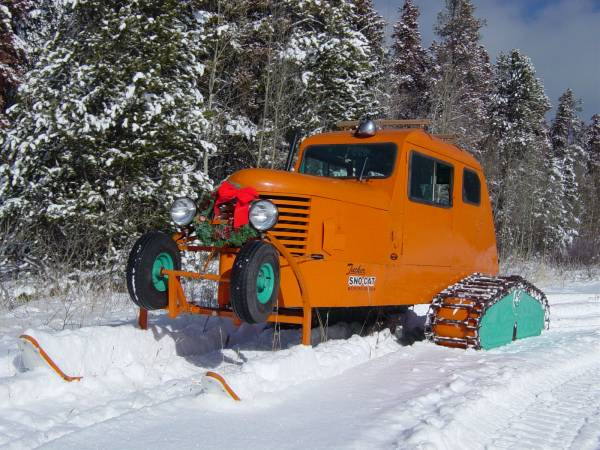
Tucker-Sno-Cat. 1949
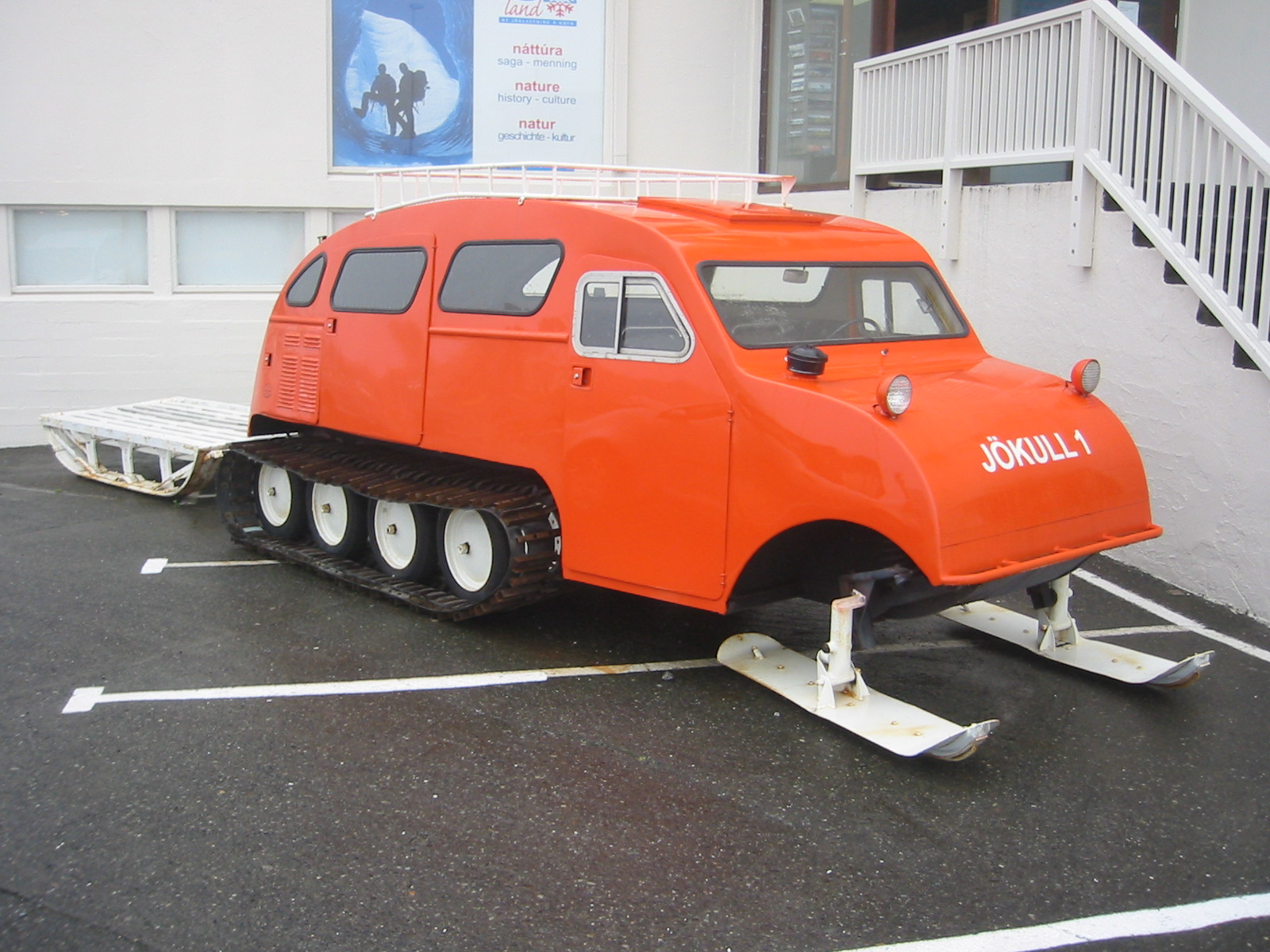
Semieruga Bombardier(?) a Höfn